# Museo municipal de Todi
El Museo municipal de Todi (en italiano, museo civico di Todi) se encuentra en la Piazza del Popolo de Todi (Provincia de Perugia), en los últimos pisos de los palacios del Capitano y del Popolo. El museo ha sido reestructurado y reabierto en el año 1997.
El museo recorre toda la historia de la ciudad tudertina mostrando y catalogando objetos, entre los más destacados una lastra de mármol datada de los siglos X-XI con la efigie de San Fortunato, del Cristo Redentor y de San Cassiano, una pintura sobre tabla representando el templo de Santa Maria della Consolazione del año 1571 y atribuido a Ventura Vitoni y una silla de montar que perteneció a Anita Garibaldi.

## Secciones del museo

### Sección arqueológica
La primera sección alberga cerámicas que testimonian los intercambios comerciales entre la colonia fida Tuder (Todi) y Vulsinii (Orvieto), principalmente cerámicas de estilo griego con figuras rojas y negras, pero también objetos cotidianos, cadenillas ornamentales femeninas y terracotas arquitectónicas, entre ellas acroteras con trazas de pintura original.
No faltan los objetos de bronce (entre ellos, exvotos), entre las más antiguas formas de arte de la zona.

### Sección numismática
La segunda sección consta de 1.475 piezas, entre ellas 130 atribuidas a la ceca municipal de Todi. Las monedas expuestas son prerromanas, griegas, romanas republicanas e imperiales, ostrogodas, bizantinas, medievales y modernas.

### Sección de los tejidos
La tercera sección alberga vestimentas sagradas y vestidos artesanales de variada procedencia y épocas.

### Sección de la cerámica
Además de las cerámicas de la sección primera, la hay en esta cuarta. Las cerámicas de esta parte provienen del siglo VIII al XVIII pero su procedencia es variada. La sala está decorada a partir de los inicios del siglo XVII hasta el 1900. A la fase inicial pertenecen los hombres ilustres tudertinos más el fresco de Todi con la región que la rodea, obra realizada por Pier Paolo Sensini. Entre el año 1729 y el 1721 pertenecen las decoraciones murales de Ignazio Mei sobre la leyenda de la fundación de Todi y sobre la entrada en la ciudad del emperador Trajano.

### La Pinacoteca
En esta sección hay obras de Giovanni di Pietro llamado «lo Spagna» y de Ferraù Fenzoni.